# H-II Transfer Vehicle

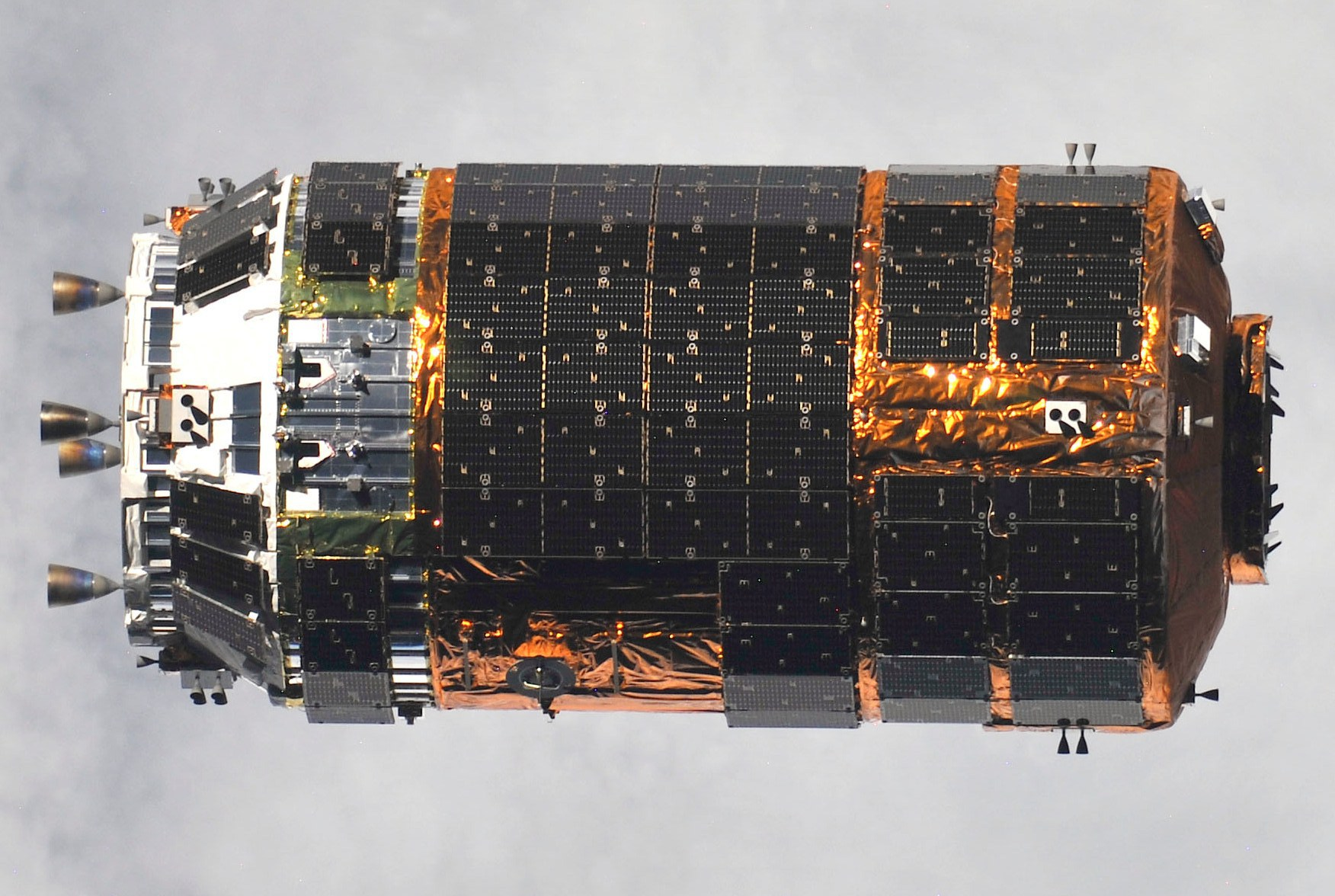
Een HTV in de ruimte

Het HII-Transfer Vehicle oftewel HTV, (ook wel bekend onder de Japanse naam: こうのと Koenotori, wat ooievaar betekent) is een Japans onbemand ruimtevaartuig dat door JAXA wordt ingezet om het ISS te bevoorraden. Het HTV zelf weegt 10.500 kilogram en kan 6000 kilo vracht meenemen. Lanceringen vonden plaats met een H-IIB-raket vanaf het Tanegashima Space Center.

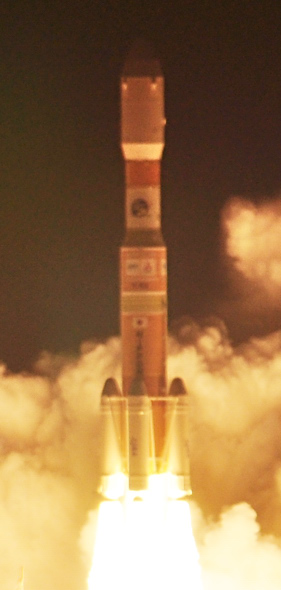
Lancering van een H-IIB-raket met een HTV onder de neuskegel

Het HTV heeft twee vrachtruimen. Het voorste ruim is een drukcapsule waarin voorraden voor in het ISS vervoerd worden. Deze bevat ook de koppelpoort. Achter het drukruim zit een ruim dat niet onder druk staat. Hierin kunnen onderdelen voor de buitenkant van het ISS worden vervoerd. Nog weer daar achter zit de servicemodule die kleine raketmotoren bevat. De stuwers van het positioneringssysteem zitten op de drukcabine. De buitenkant is voorzien van zonnepanelen die het HTV van stroom voorzien. Het aankoppelen bij het ISS gebeurt net als bij de Northrop Grumman Cygnus en de eerdere SpaceX Dragon 1 met behulp van de Canada Arm die handmatig wordt bediend vanuit het ruimtestation. Na afkoppeling wordt het HTV gevuld met afval uit het ruimtestation terug de atmosfeer in gestuurd voor een destructieve terugkeer.
Met het HTV zijn  van 2009 tot 2020 negen succesvolle bevoorradingsvluchten uitgevoerd. De negende en laatste missie werd 20 mei 2020 gelanceerd. Deze heeft op 18 augustus 2020 het ruimtestation verlaten voor een destructieve terugkeer in de dampkring twee dagen later.

## HTV-X
Het HTV wordt daarna opgevolgd door het in 2015 aangekondigde HTV-X. Dat voertuig is sterk gebaseerd op het HTV maar is op een aantal punten aangepast. Zo krijgt de drukcabine een extra toegangsluik aan de zijkant waardoor kort voor de lancering nog vracht aan boord kan worden gebracht. De vaste zonnepanelen worden vervangen door twee uitvouwbare exemplaren. Ook worden de stuwers van het positioneringssysteem op de servicemodule geplaatst waardoor er minder lange leidingen nodig zijn. Alle modificaties bij elkaar maken de productie goedkoper en het voertuig simpeler en veiliger. Ook wordt de eigen massa van het voertuig met 1000 kilogram gereduceerd naar 9.500 kilogram waardoor de vrachtcapaciteit met 1000 kilogram toeneemt naar 7000 kilogram.
Het HTV-X wordt gelanceerd met de H-III-raket in de 24L-configuratie. De H-III debuteert in 2023 en de HTV-X in 2024.